# Eric Burlison
Eric Wayne Burlison (Springfield, 2 ottobre 1976) è un politico statunitense, membro della Camera dei rappresentanti per lo stato del Missouri a partire dal 3 gennaio 2023.

## Biografia
Burlison nasce a Springfield, nel Missouri. Dopo essersi laureato in filosofia al Southwest Missouri State University, lavora come ingegnere informatico presso la CoxHealth, un sistema sanitario no-profit dotato di sei ospedali e 1 050 posti letto, per poi essere promosso come analista aziendale.
Entra in politica nel 2008 facendosi eleggere come deputato per i repubblicani alla Camera dei rappresentanti del Missouri, carica che manterrà fino al 2017.
Nel 2019 è eletto al Senato del Missouri.
Nel 2022 si candida per il 7º distretto al Congresso americano, dove viene eletto con il 70,9% dei voti. Entra in carica il 3 gennaio 2023.

## Vita privata
Di religione protestante, vive al di fuori della sua città natale insieme alla moglie Angie e alle sue due figlie.